# Mega Man IV
Ne doit pas être confondu avec Mega Man 4.
Mega Man IV ou Rockman World 4 (ロックマンワールド4, Rokkuman Wārudo Fō) est un jeu d'action-plates-formes. Il s'agit du quatrième jeu de la sérieMega Man sur Game Boy,,. Le jeu est réédité sur la console virtuelle de la Nintendo 3DS à partir de 2013.

## Scénario
En plein salon annuel de la robotique, le professeur Wily s'empare des robots exposés et les reprogramme pour exécuter ses noirs desseins. Mega Man, présent sur place, doit donc, une fois de plus, combattre les subordonnées de Wily et arrêter le criminel professeur. Mais c'est sans compter l'apparition surprise d'un nouveau Chasseur de Mega Man, Ballade.

## Système de jeu
Malgré son scénario plutôt simple, Mega Man IV constitue, au niveau narratif, un progrès considérable par rapport à ses prédécesseurs sur Game Boy et même aux jeux de la série Mega Man sur NES. En effet, le jeu compte divers cinématiques, qu'il s'agisse de courtes séquences animées avant un événement majeur ou encore de scènes de discussion entre Mega Man et son créateur, le professeur Light.
Mega Man IV comporte plusieurs innovations en termes de jouabilité, dont la plus importante se résume à l'apparition de la « boutique du professeur Light ». En appuyant Select dans l'écran de sélection des niveaux, le joueur peut acheter des objets et des améliorations à l'aide de P-Chips. Ce concept sera repris plus tard dans Mega Man 7, Mega Man 8 et Mega Man and Bass.
Ce jeu marque également l'apparition de l'Energy Balancer (EB), autrement dit, l'équilibreur d'énergie. L'unité EB était également présente dans Mega Man 6 sur NES, mais le joueur devait la récupérer par lui-même. Ici, en revanche, le dispositif peut être acheté à la boutique de Light, moyennant une certaine quantité de P-Chips, et permet à Mega Man, lorsqu'il récolte des capsules d'énergie, de recharger d'abord les armes disposant du moins d'énergie, en autant qu'aucune arme ne soit utilisée au même moment.
Le jeu compte plusieurs passages secrets, dans lesquels Protoman viendra aider Mega Man en lui apportant des super capsules d'énergie ou de vitalité.
Si le joueur perd toutes ses vies à environ quatre reprises et choisit malgré tout de continuer l'aventure, Mega Man sera téléporté au laboratoire du professeur Light. Ce dernier, constatant qu'il a peut-être sous-estimé les forces de Wily, améliorera le Mega-Buster de Mega Man, lui conférant une puissance de feu extraordinaire, capable de rivaliser avec la puissance des armes spéciales. Toutefois, pour éviter les abus, cette amélioration ne sera pas enregistrée par un mot de passe. Autrement dit, si le joueur éteint le jeu, l'amélioration sera perdue.
Mega Man IV est le seul jeu de toute la série dans lequel Mega Man doit tenir en compte le recul de son arme : s'il tire un tir chargé, Mega Man sera projeté en arrière par la puissance de la salve.